# 卷缘乳菀
卷缘乳菀（学名：Aster scoparia）是菊科紫菀属的植物。分布在俄罗斯以及中国大陆的新疆等地，多生于多砾石、干旱草原以及粘土的山坡，目前尚未由人工引种栽培。